# Арджентера (горы)
Ардженте́ра (итал. Argentera) — горный массив и одноимённая вершина в Приморских Альпах, на территории Италии (провинция Кунео). Высота — до 3297 м.
Вершины свыше 3000 м.:
- Арджентера (3297 м.)
- Наста (3108 м.)
- Матто (3088 м.)
- Браус (3067 м.)
- Брокан (3054 м.)